# Motocicleta de carreras
Una motocicleta de carreras es una motocicleta desarrollada para usarse en competiciones de motociclismo. Según la disciplina y la categoría, una motocicleta de carreras puede estar basada en una motocicleta de producción, o puede haber sido desarrollada específicamente para la competición.

## Tipos de motocicletas de carreras
- Motocicleta de Cross
- Motocicleta todoterreno
- Motocicleta Trial
- Motocicleta de Enduro
- Motocicleta de doble propósito
- Motocicleta de velocidad
- Motocicleta con Sidecar